# Stenothocheres
Stenothocheres är ett släkte av kräftdjur som beskrevs av Hansen 1897. Stenothocheres ingår i familjen Nicothoidae.
Släktet innehåller bara arten Stenothocheres sarsi.